# Ђиронико ал Пјано
Ђиронико ал Пјано (итал. Gironico al Piano) је насеље у Италији у округу Комо, региону Ломбардија.
Према процени из 2011. у насељу је живело 1760 становника. Насеље се налази на надморској висини од 373 м.

## Становништво
| 1931. | 1936. | 1951. | 1961. | 1971. | 1981. | 1991. | 2001. | 2011. |
| ----- | ----- | ----- | ----- | ----- | ----- | ----- | ----- | ----- |
| 1.185 | 1.195 | 1.287 | 1.450 | 1.492 | 1.594 | 1.629 | 2.039 | 2.255 |